# Michał Waszyński
Michał Waszyński, pierwotnie Mosze Waks (ur. 29 września 1904 w Kowlu na Wołyniu, zm. 20 lutego 1965 w Madrycie) – polski reżyser, producent i scenarzysta filmowy, najbardziej płodny twórca polskiego kina lat 30.

## Życiorys

### Młodość
Pochodził ze średnio zamożnej rodziny żydowskiej o chasydzkim rodowodzie. Jego ojciec był kowalem, a matka Cecylia (z domu Flesz) handlarką drobiu. Już w chederze zauważono artystyczne skłonności Waksa, choć jednocześnie był dzieckiem niezdyscyplinowanym. W 1918 został wyrzucony z jesziwy w Kowlu, wedle jego własnych relacji – z powodu pytania o istnienie diabłów, za które został spoliczkowany przez nauczyciela. Rok później opuścił Kowel. Brakuje źródeł na temat tego, gdzie przebywał i czym się zajmował w latach 1919–1922.

### Początki kariery filmowej
W 1922 za radą reżysera Wiktora Biegańskiego zmienił nazwisko na polsko brzmiące – Waszyński. Mieszkał wówczas w Warszawie i zagrał nauczyciela w filmie Biegańskiego Zazdrość (1922). Był gońcem i osobistym asystentem Biegańskiego, dzięki któremu poznał Aleksandra Hertza, właściciela najważniejszego w międzywojennej Polsce studia filmowego. W drugiej połowie lat 20. Waszyński był asystentem Ryszarda Ordyńskiego, Józefa Lejtesa i Henryka Szaro.
W 1929 zadebiutował jako reżyser. Aż do czasu swojego Dybuka (1937) uważany był jednak za miernego twórcę. Stefania Zahorska pisała o nim: „Czemu służy sztuka filmowa, jeśli znajdzie się w rękach takiego nieudacznika? Waszyński przynosi wstyd polskiej kinematografii”. Reżyser był jednak w stanie kręcić filmy szybko i oszczędnie, a jego realizacje cieszyły się popularnością. Współpracował z kilkoma wytwórniami filmowymi: Sfinks, Leo-Film, Blok-Muza-Film, Rex-Film, Feniks.
W 1931 przeniósł się z ubogiego żydowskiego Muranowa, gdzie mieszkał przy ulicy Miłej, do domu na Saskiej Kępie. Zaczął otaczać się produktami luksusowymi i podróżować po świecie. W latach 30. był reżyserem 37 polskich filmów fabularnych (z ogólnej liczby 147 wyprodukowanych w tym czasie), m.in. Prokurator Alicja Horn (1933), Czarna perła (1934), Antek policmajster (1935), Znachor (1937).

### Dybuki zwrot w karierze filmowej
W 1937 powstał  Dybuk, nakręcony w języku jidysz, który trafił do międzynarodowego obiegu, dzięki czemu - na licznych kopiach - przetrwał zniszczenia wojenne  i obecnie jest najbardziej znanym na świecie polskim filmem sprzed 1939. Tym filmem, stworzonym na podstawie dramatu Szymona An-skiego, Waszyński po raz pierwszy odwołał się do swojego żydowskiego pochodzenia. Czas kręcenia zdjęć do Dybuka był o wiele dłuższy niż w przypadku wcześniejszych realizacji. Odtąd reżyser zerwał ze zwyczajem tworzenia filmów w ekspresowym tempie.
W dniu agresji niemieckiej na Polskę, 1 września 1939 roku Waszyński znajdował się wraz z ekipą filmową we Lwowie. Został zesłany przez władze radzieckie na Syberię. 10 grudnia 1941 zaciągnął się do Armii Andersa i wraz z nią przeszedł do Iranu, a następnie do Iraku (1942) i mandatowej Palestyny (1943). Przemarsz wojsk Andersa na Bliski Wschód utrwalili Waszyński i Konrad Tom w dokumentalnym filmie Dzieci (1943), nazwanym przez autora biografii Waszyńskiego, Samuela Blumenfelda, testamentem reżysera. Film przedstawia postać żołnierza, który co tydzień wysyła list do matki pozostałej w Kowlu, relacjonując jej bieżące wydarzenia. Jest to jedyny film, w którym Waszyński wspomina o swoim rodzinnym mieście. Jako żołnierz II Korpusu Waszyński był w Egipcie i Włoszech. Będąc członkiem wojskowego zespołu filmowego, robił zdjęcia w czasie bitwy o Monte Cassino (1944).

### Po II wojnie światowej
W 1946 powstał jeden z ostatnich filmów w reżyserii Waszyńskiego, nakręcona we Włoszech Wielka droga. W tym samym roku poślubił Marię Dolores Tarantini, wdowę po hrabim, a także zaadoptował na kilka lat córkę aktorki Jadwigi Andrzejewskiej. Hrabina Tarantini zmarła niedługo po ślubie, a Waszyński odziedziczył po niej fortunę, w tym pałac w Rzymie. W 1947 nawiązał znajomość z reżyserem Orsonem Wellesem, będąc jego asystentem przy tworzeniu Otella (1952).
W latach 50. był odkrywcą talentu aktorskiego Audrey Hepburn i Sophii Loren oraz współpracownikiem producenta Samuela Bronstona, stopniowo stając się szarą eminencją jego powstałego pod Madrytem imperium filmowego. Brał udział w produkcji kilku amerykańskich superprodukcji kręconych we Włoszech i w Hiszpanii, m.in. Bosonoga contessa (1954), Spokojny Amerykanin (1958), Cyd (1961) oraz Upadek Cesarstwa Rzymskiego (1964).

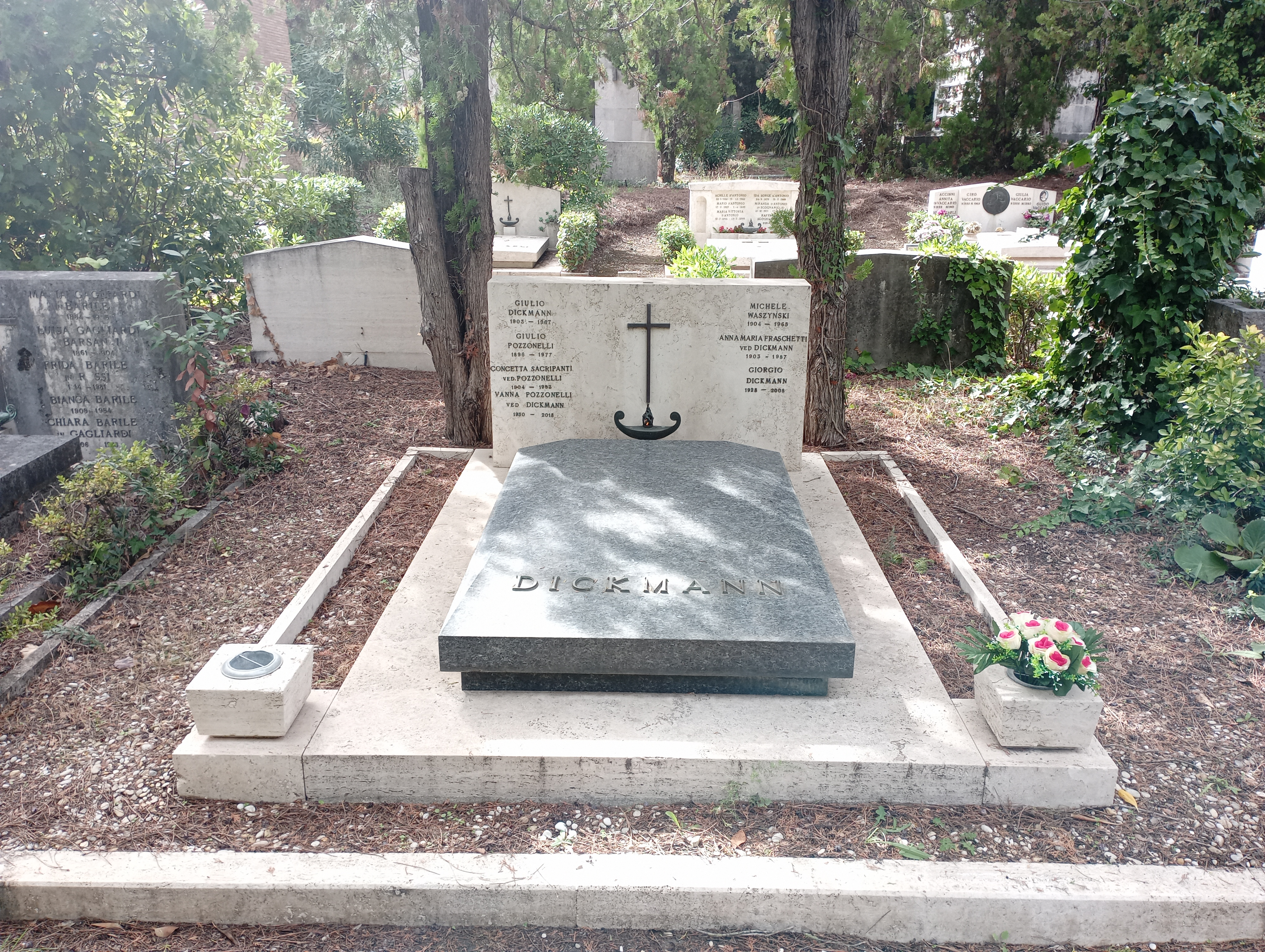
Grób Michała Waszyńskiego na cmentarzu Flaminio Prima Porta w Rzymie

### Życie prywatne, śmierć
Waszyński kreował własną tożsamość, podając w różnych środowiskach wzajemnie sprzeczne informacje. Podawał, że w 1921 studiował sztukę dramatyczną w Kijowie, a w latach 1922–1925 współpracował z Friedrichem Wilhelmem Murnauem i Jewgienijem Wachtangowem. Kiedy indziej opowiadał, że był więźniem Auschwitz. Wszystkie te informacje najprawdopodobniej są nieprawdziwe.
Waszyński był homoseksualistą, czego nie ukrywał już w latach 30., pojawiając się w towarzystwie ze swoimi kolejnymi partnerami.
Chorował na cukrzycę. Zmarł na atak serca w Madrycie. Został pochowany na cmentarzu Flaminio Prima Porta w Rzymie.

## Filmografia
1946
- Wielka droga
- Lo Sconosciuto di San Marino

1944
- Mp. Adama i Ewy
- Monte Cassino

1939
- Trzy serca
- U kresu drogi
- Włóczęgi
- Serce batiara – film nieukończony
- Byłam brzydką dziewczyną – film planowany[14]

1938
- Druga młodość
- Gehenna
- Profesor Wilczur
- Serce matki
- Kobiety nad przepaścią
- Rena
- Ostatnia brygada

1937
- Znachor
- Dybuk

1936
- Dodek na froncie
- Będzie lepiej
- Bohaterowie Sybiru
- Bolek i Lolek
- 30 karatów szczęścia
- Papa się żeni

1935
- Antek policmajster
- ABC miłości
- Jaśnie pan szofer
- Wacuś
- Nie miała baba kłopotu
- Panienka z poste restante

1934
- Pieśniarz Warszawy
- Co mój mąż robi w nocy…
- Parada rezerwistów
- Kocha, lubi, szanuje
- Czarna perła

1933
- Prokurator Alicja Horn
- Jego ekscelencja subiekt
- Dwanaście krzeseł
- Zabawka

1932
- Sto metrów miłości
- Głos pustyni
- Bezimienni bohaterowie

1931
- Uwiedziona

1930
- Niebezpieczny romans
- Kult ciała

1929
- Pod banderą miłości

## Fotogaleria

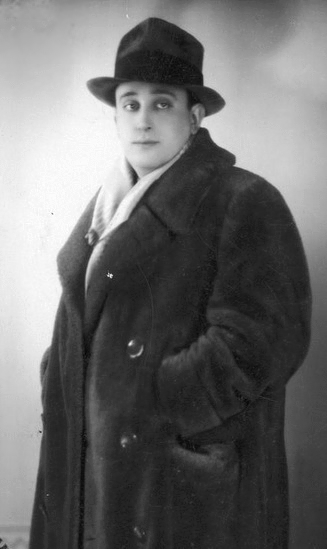
Michał Waszyński, 1931
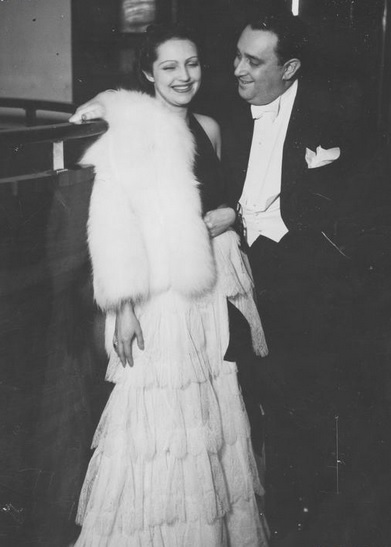
Michał Waszyński wraz z aktorką Elżbietą Kryńską, 1937
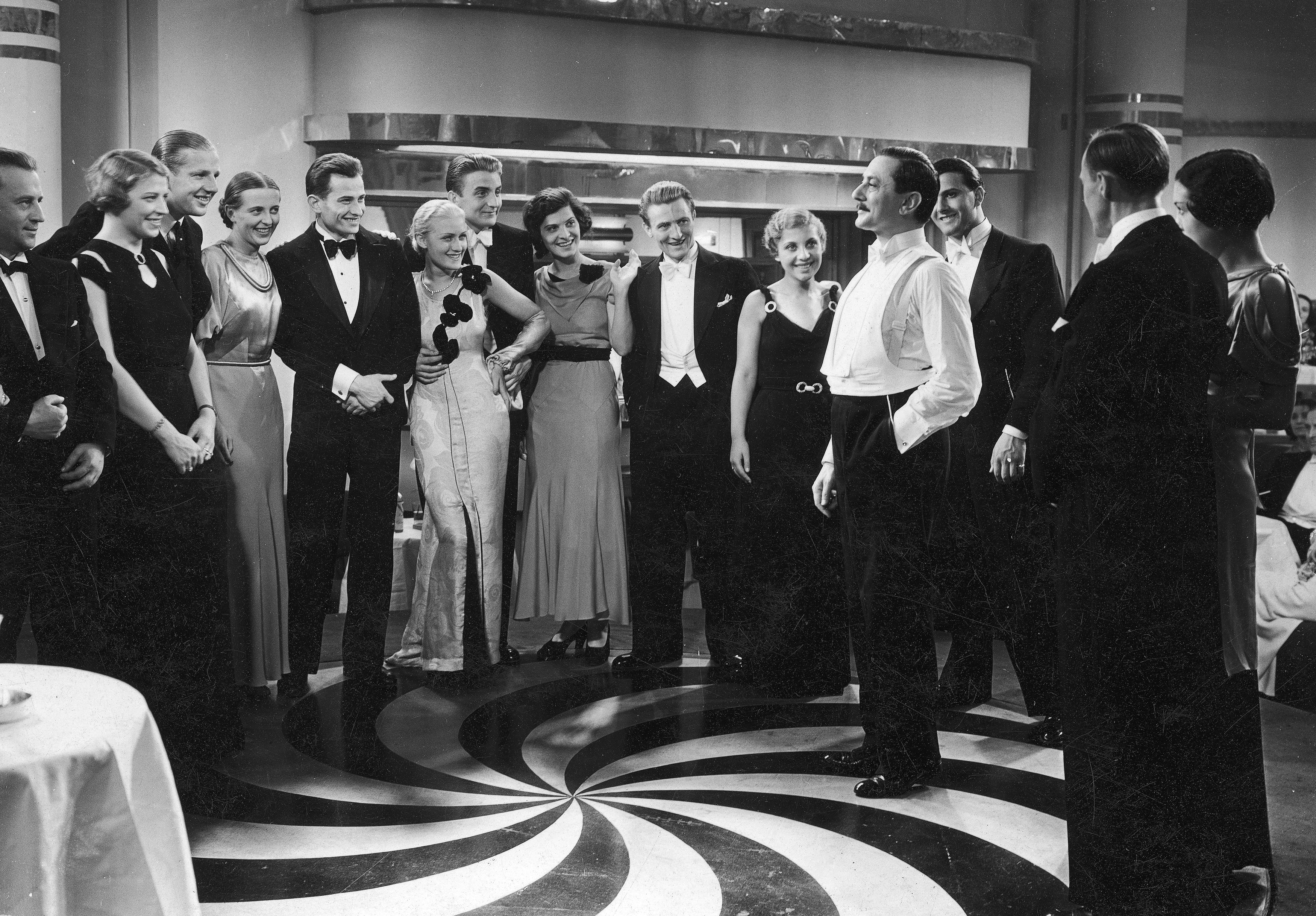
Kadr z filmu Co mój mąż robi w nocy (1934), który uchodzi za jeden z przykładów licznych w karierze reżysera filmów „głupich, banalnych i tandetnych”
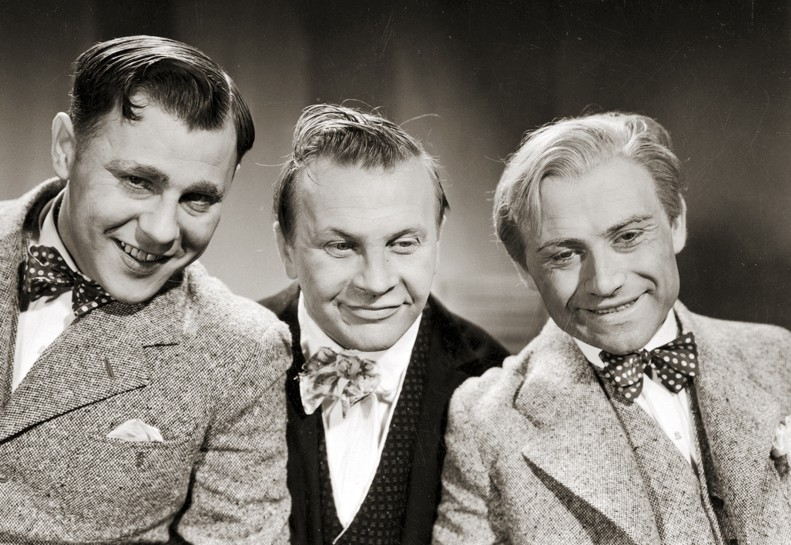
Kazimierz Wajda (po lewej) i Henryk Vogelfänger (po prawej), znani jako Szczepko i Tońko, byli aktorami Waszyńskiego w filmach Będzie lepiej oraz Włóczęgi